# أوسكار فوينتيس
أوسكار فوينتيس (بالإسبانية: Óscar Fuentes)‏ (20 يونيو 1984 بسان ميغيل في السلفادور - ) هو لاعب كرة قدم سلفادوري في مركز الوسط. لعب مع ADI F.C. ‏ وAtlético Balboa ‏ وC.D. Dragón ‏ وC.D. La Asunción ‏ وC.D. Liberal ‏ وليمنيو ديبورتيفو ‏ وHalcones FC ‏ ونادي أكويلا.

## وصلات خارجية
- أوسكار فوينتيس على موقع Soccerway.com (الإنجليزية)